# Новая Голландия (Австралия)

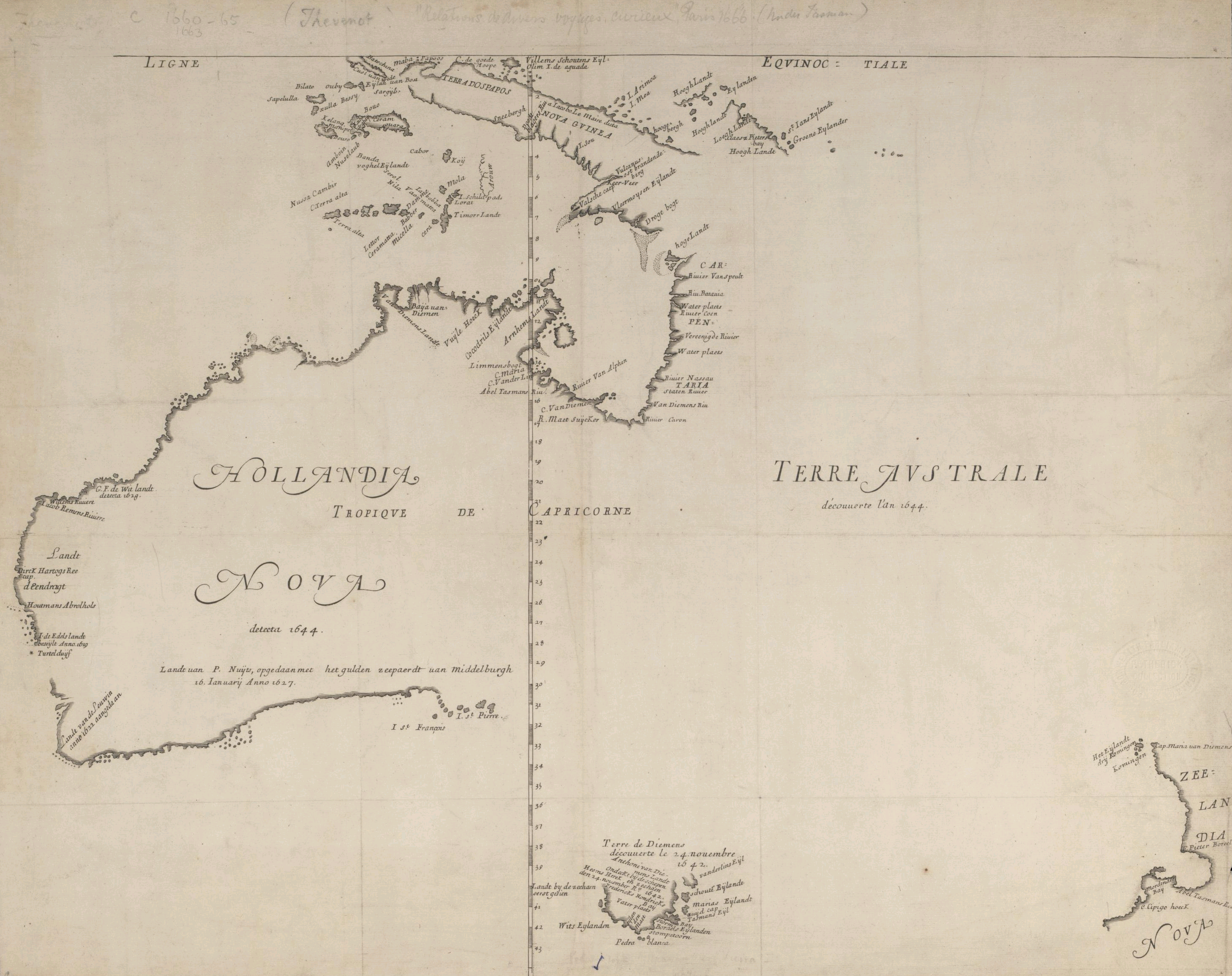
Карта Мельхиседека Тевено 1644 года, на которой континент разделён на «Новую Голландию» и «Австралию» по 135 меридиану

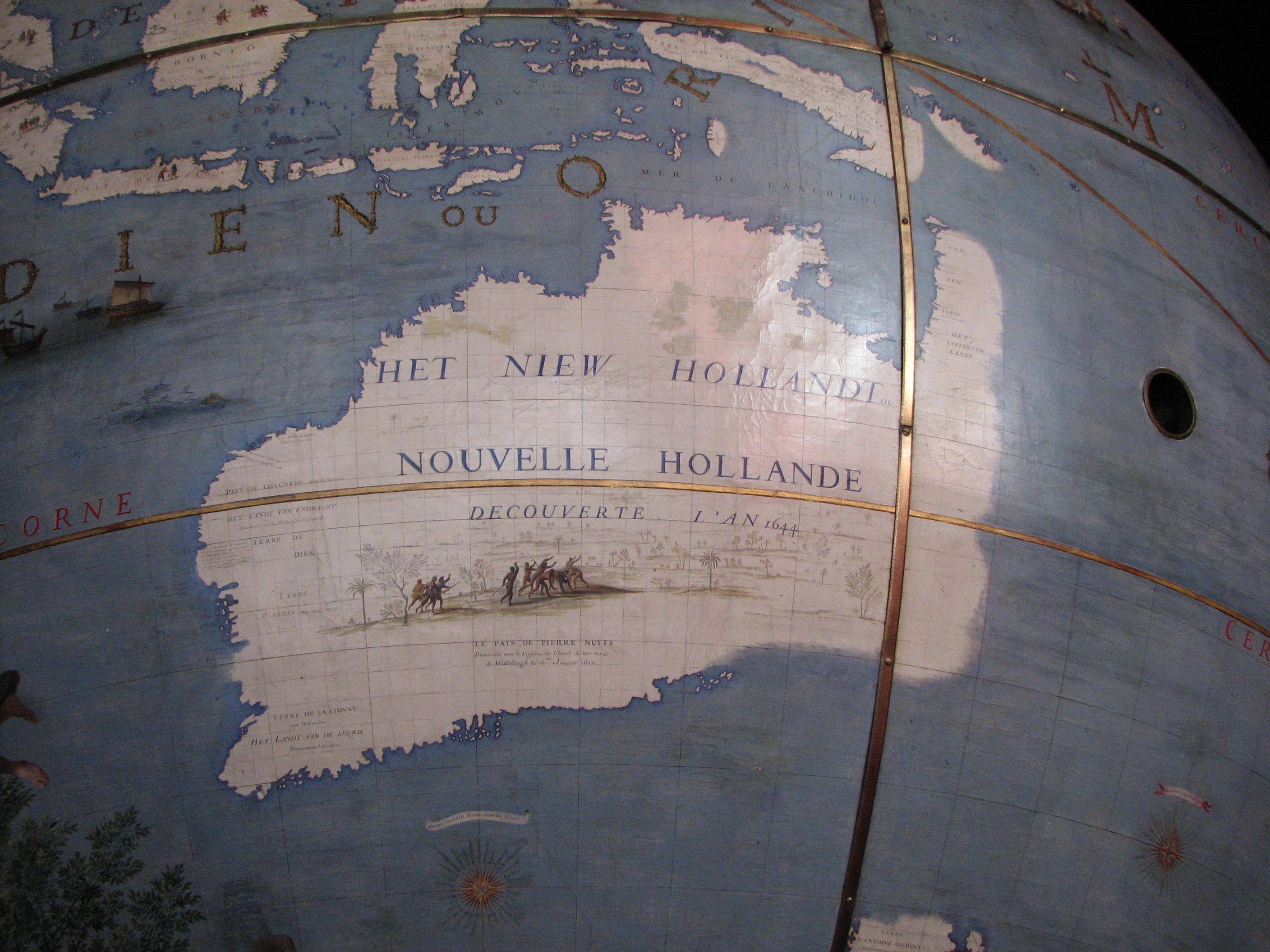
Новая Голландия на глобусе Коронелли 1681 года

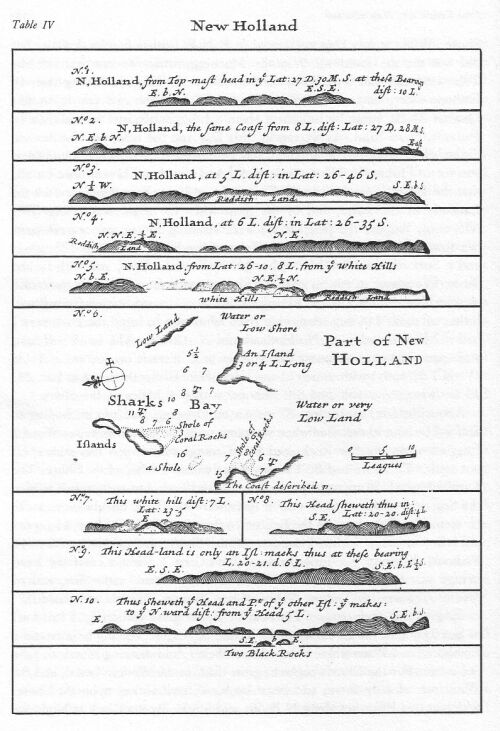
Карта части Новой Голландии, изготовленная Уильямом Дампиром в 1699 году

Новая Голландия (нидерл. Nieuw Holland; лат. Nova Hollandia) — историческое название Австралии. Название было введено в употребление в 1644 году голландским путешественником Абелем Тасманом, и широко использовалось в течение последующих полутораста лет.
После основания поселения в 1788 году в Новом Южном Уэльсе, который охватывал восточную часть континента, название Новая Голландия стало чаще использоваться для обозначения той части континента, которая ещё не была аннексирована Новым Южным Уэльсом (что примерно соответствует области, ныне называемой Западная Австралия).
В 1814 году английский мореплаватель и картограф Мэтью Флиндерс предложил принять название Австралия взамен Новой Голландии, но лишь в 1824 году это переименование было официально санкционировано правительством Великобритании.

## История

### Новая Голландия во время Золотого Века голландских мореплавателей
Название «Новая Голландия» было впервые использовано в отношении западного и северного побережья Австралии в 1644 году голландским мореплавателем Абелом Тасманом, известным своим открытием острова Тасмания (который он сам назвал «землёй Ван Димена»). Это название закрепилось на тогдашних географических картах и глобусах европейских картографов.
Название «Новая Голландия» для обозначения австралийского континента использовал, в частности, известный британский мореплаватель и капер Уильям Дампир в описании двух своих путешествий: в первый раз он прибыл в Австралию 5 января 1688 года и оставался там до 12 марта, во второй раз — в 1699 году. После этого на протяжении почти двух веков ни правительство Нидерландов, ни Голландская Ост-Индская компания не предпринимали попыток создать на территории Новой Голландии постоянное поселение. Большинство исследователей этого периода пришли к выводу, что отсутствие воды и плодородной почвы делает континент непригодным для колонизации. Ситуация изменилась лишь в XVIII веке.

### После голландской эпохи

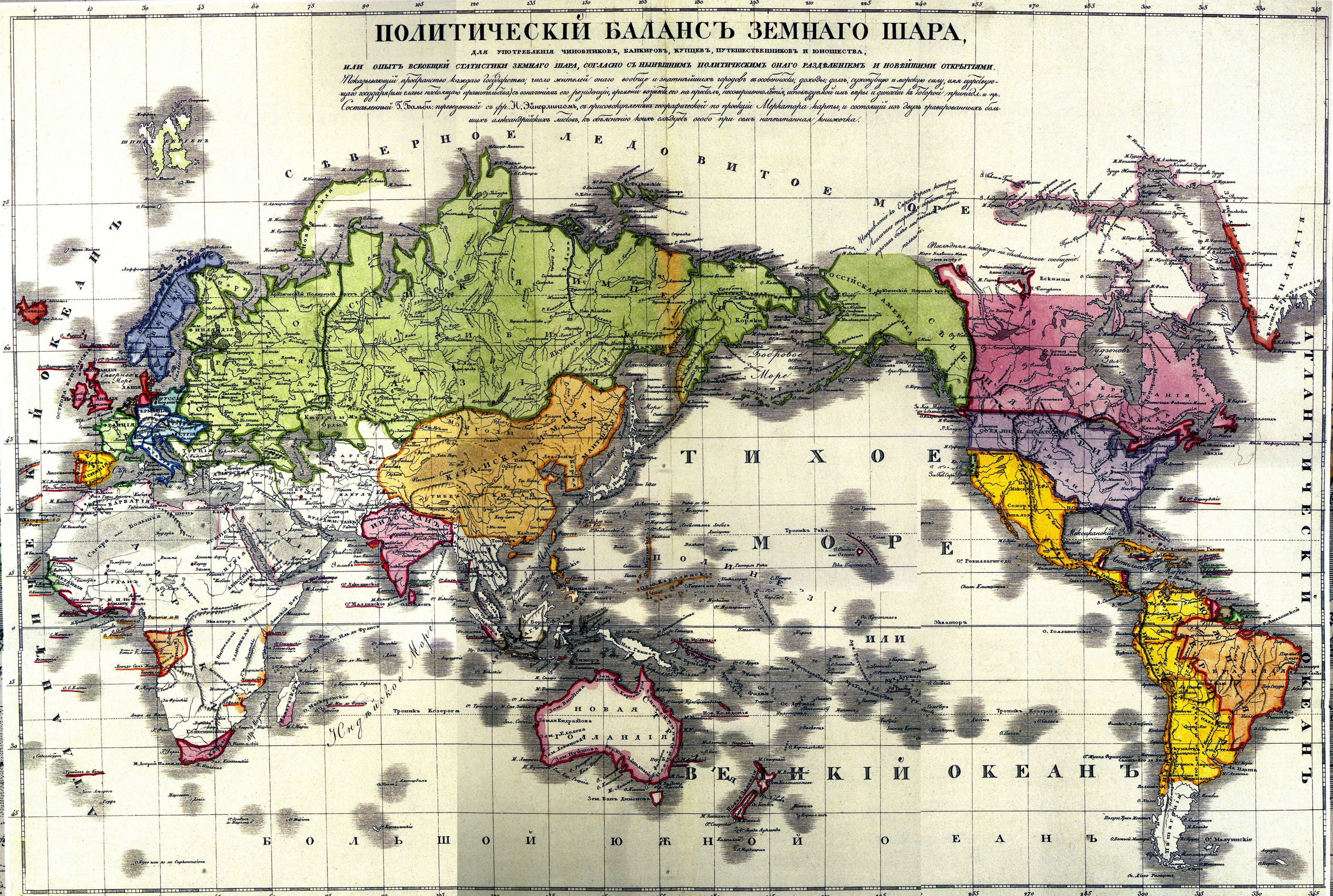
Новая Голландия на русской карте мира 1830 года

22 августа 1770 года, пройдя вдоль восточного побережья Австралии, британский мореплаватель Джеймс Кук объявил британской территорией весь участок суши, прилегающий к береговой линии. Эту территорию Кук назвал «Новый Уэльс», впоследствии она была переименована в Новый Южный Уэльс. После основания в 1788 году поселения (современный Сидней) англичане укрепили свои позиции на территории провинции Новый Южный Уэльс. Губернатору провинции Артуру Филлипу была поставлена задача — установить границу по 135-му меридиану восточной долготы — линии, определённой французским путешественником Мельхиседеком Тевено в его труде Relations de Divers Voyages Curieux (Париж, 1663).
Термин «Новая Голландия» в это время стал чаще использоваться для обозначения западной части континента, которая ещё не была присоединена к Новому Южному Уэльсу. В 1814 году британский мореплаватель Мэтью Флиндерс предложил использовать название «Австралия» или «Терра Аустралис» для всего континента, оставив название «Новая Голландию» для западной его части. В письме своему патрону, президенту Лондонского королевского общества Джозефу Бэнксу Флиндерс писал:

Если бы я позволил себе любое новшество, то это было бы преобразование названия континента в «Australia», так как оно и более приятное для уха, и сочетается с именами других великих частей света.
Оригинальный текст (англ.)Had I permitted myself any innovation on the original term, it would have been to convert it to Australia; as being more agreeable to the ear, and an assimilation to the names of the other great portions of the earth.

Предложение Флиндерса первоначально было отклонено и одобрено британским правительством лишь в 1824 году. После этого Великобританией были приняты меры по упрочению своих позиций на континенте, в условиях усиления борьбы с Францией, началась экспансия на запад. В 1825 году западная граница Нового Южного Уэльса была перенесена к 129-му меридиану восточной долготы. В 1826 году было основано поселение Албани на юго-западе Новой Голландии. Губернатор Нового Южного Уэльса Ральф Дарлинг направил экспедицию под командованием Эдмунда Локьера и дал ему указание, что, если он встретит французов где бы то ни было, он должен продемонстрировать, что «вся Новая Голландия подчинена правительству Его Величества». В 1828 году англичанами было основано поселение на реке Суон, а название «колония Суон-Ривер» вскоре стало использоваться для обозначения всей западной части континента. Название «Новая Голландия» все ещё использовалось как название всего континента, когда адмирал Чарльз Фримантл 9 мая 1829 года официально провозгласил владением короля Георга IV "всю ту часть Новой Голландии, которая не входит в состав территории Нового Южного Уэльса. В 1832 году эта территория была официально переименована в Западную Австралию.
Несмотря на утверждение названия «Австралия» в 1824 году, термин «Новая Голландия» для обозначения континента в целом использовался ещё на протяжении десятилетий даже отдельными британскими официальными лицами — в частности, в 1837 году в официальной переписке между Лондоном и администрацией Нового Южного Уэльса. В Нидерландах австралийский континент назывался «Новая Голландия» (нидерл. Nieuw Holland) до конца XIX века.